# Rachel Brice
Rachel Brice (ur. 15 czerwca 1972 w Seattle) – amerykańska tancerka i choreografka. Pracowała jako tancerka specjalizując się w American Tribal Style Belly Dance (Tribal Fusion), wywodzącym się ze stylu tańca brzucha.

## Biografia
Rachel Brice urodziła się 15 czerwca 1972 roku w Seattle w stanie Waszyngton i jest absolwentką Uniwersytetu Stanowego San Francisco. Rachel Brice nauczyła się jogi i tańca brzucha w wieku 17 lat. Świat tańca odkryła w 1988 roku, oglądając występ Hahbi'Ru na Renaissance Faire w Północnej Karolinie i uczyła się tańca brzucha od Atesha, dyrektora Atesh Dance Troupe. Rachel Brice przez jakiś czas ćwiczyła jogę, zanim zaczęła uczyć jogi w 1996 roku z pomocą nauczyciela jogi Ericha Schiffmanna.
Rachel Brice jest tancerką od 1999 roku, a na początku 2000 roku będzie brać lekcje tańca brzucha u Caroleny Nericcio i Jill Parker. Zatrudniona przez producenta muzycznego Milesa Copelanda III w 2001 roku, występowała i koncertowała z Belly Dance Superstars, zespołem tańca brzucha założonym w San Francisco w Kalifornii w 2002 roku. Wyprodukowała także płyty DVD z tańcem brzucha dla edukacji i występów oraz wydała serię płyt CD z muzyką zawierającą piosenki użyte w przedstawieniach.
W 2003 roku założyła Indigo Belly Dance Company, zespół tańca brzucha z siedzibą w San Francisco i wykonywała amerykańskie tribalowe pokazy tańca brzucha wywodzące się z tańca brzucha. Oprócz publikowania filmów instruktażowych dotyczących jogi i tańca brzucha, prowadziła seminaria w Stanach Zjednoczonych, Europie, Azji i Australii. Założyła również Studio Datura w Portland w stanie Oregon i rozpoczął podejście „8 Elements” (8 Elementów) do tańca brzucha. W 2012 roku założył „Datura Online”, internetowe studio jogi i tańca brzucha.

## Filmografia

### Film o występie
- Bellydance Superstars Live in Paris: Folies Bergere
- Bellydance Superstars Solos in Monte Carlo
- Bellydance Superstars

### Film edukacyjny
- Tribal Fusion: Yoga, Isolations and Drills a Practice Companion with Rachel Brice
- Rachel Brice: Belly Dance Arms and Posture
- Serpentine: Belly Dance with Rachel Brice (DVD, Wideo)